# Antal Gézáné Wertheimer René
Antal Gézáné Wertheimer René, született Wertheimer Regina (Pécs, 1873. szeptember 10. – Budapest, 1914. július 2.) magyar újságíró.

## Pályafutása
Szülei Wertheimer Salamon és Frankfurter Sarolta. 1897. január 10-én Budapesten feleségül ment Antal Géza (szül. Kohn, Devecser, 1871. márc. 23.) államvasúti mérnökhöz. 1910-ben a Divat Újság kozmetikai rovatának szerkesztője volt, majd 1912-től a Világ, 1914-től A Nő című lapokban is publikált. Újságíróként gyakran álruhában járta be Budapestet, hogy jobban megismerhesse a szegény sorsú emberek életét. 1913 júniusában jelentette meg Tul a palotákon – Pesti riportok c. szociográfiai kötetét, amelyben ötven életkép olvasható. Vesegyulladás okozta halálát 40 éves korában, a Kozma utcai izraelita temetőben (14/40/6.) helyezték örök nyugalomra.

## Műve
- Túl a palotákon. Pesti riportok; Dick Manó kiadása, Nap Ny., Budapest, 1913